# Heiligenberg (Frankrijk)
Heiligenberg is een gemeente in het Franse departement Bas-Rhin (regio Grand Est). De gemeente maakt deel uit van het arrondissement Molsheim. Heiligenberg telde op 1 januari 2022 695 inwoners.

## Geschiedenis
Heiligenberg behoorde tot het kanton Molsheim. Bij de kantonale herindeling werd de gemeente vanaf 2015 ondergebracht in het nieuw opgerichte kanton Mutzig.

## Geografie
De oppervlakte van Heiligenberg bedroeg op 1 januari 2022 5,47 vierkante kilometer; de bevolkingsdichtheid was toen 127,1 inwoners per km². 

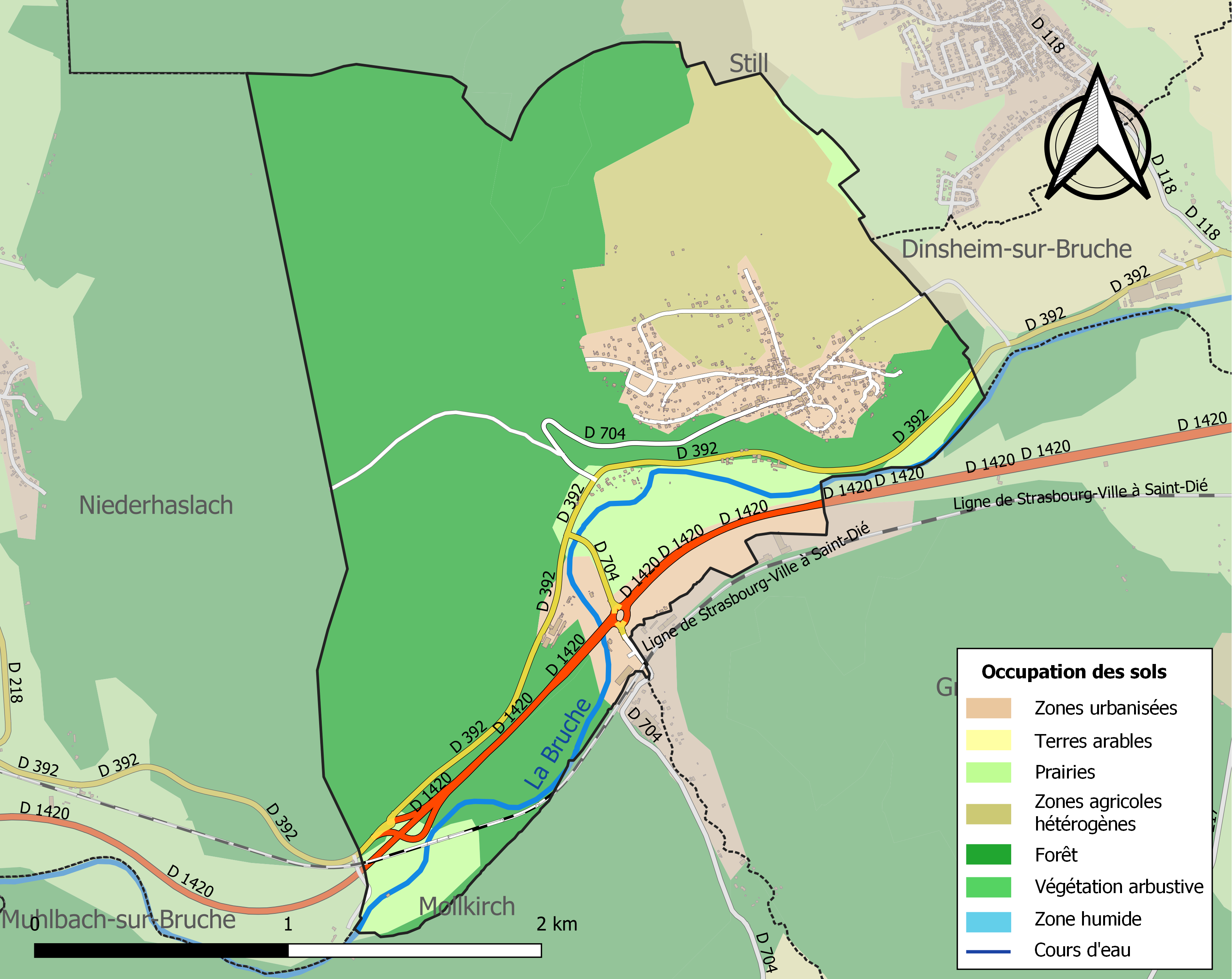
Kaart van de gemeente met de belangrijkste infrastructuur, bodemgebruik en omliggende gemeenten

## Demografie
Onderstaande figuur toont het verloop van het inwonertal (bron: INSEE-tellingen).

## Verkeer en vervoer
Op de grens met buurgemeente Mollkirch staat het spoorwegstation Heiligenberg-Mollkirch.